# Leichtathletik-Halleneuropameisterschaften 2019/Teilnehmer (Serbien)
| Gelbes Symbol für Goldmedaillen mit stilisierten Olympischen Ringen | Graues Symbol für Silbermedaillen mit stilisierten Olympischen Ringen | Braundes Symbol für Bronzemedaillen mit stilisierten Olympischen Ringen |
| ------------------------------------------------------------------- | --------------------------------------------------------------------- | ----------------------------------------------------------------------- |
| 1                                                                   | —                                                                     | 1                                                                       |

Aus Serbien starteten jeweils fünf Athletinnen und Athleten bei den Leichtathletik-Halleneuropameisterschaften 2019 in Glasgow, die zwei Medaillen (1 × Gold und 1 × Bronze) errangen sowie einen Landesrekord auf- und eine Weltjahresbestleistung einstellten.

## Ergebnisse

### Frauen

#### Laufdisziplinen
| Athletin        | Disziplin | Vorlauf     | Vorlauf | Halbfinale         | Halbfinale         | Finale             | Finale             |
| Athletin        | Disziplin | Zeit        | Platz   | Zeit               | Platz              | Zeit               | Platz              |
| --------------- | --------- | ----------- | ------- | ------------------ | ------------------ | ------------------ | ------------------ |
| Milana Tirnanić | 60 m      | 7,47 s      | 35      | nicht qualifiziert | nicht qualifiziert | nicht qualifiziert | nicht qualifiziert |
| Maja Ćirić      | 400 m     | 53,73 s     | 28      | nicht qualifiziert | nicht qualifiziert | nicht qualifiziert | nicht qualifiziert |
| Amela Terzić    | 1500 m    | 4:16,51 min | 12      | –––                | –––                | 4:24,20 min        | 9                  |

#### Sprung/Wurf
| Athletin          | Disziplin  | Qualifikation | Qualifikation | Finale             | Finale             |
| Athletin          | Disziplin  | Weite         | Platz         | Weite              | Platz              |
| ----------------- | ---------- | ------------- | ------------- | ------------------ | ------------------ |
| Milica Gardašević | Weitsprung | 6,41 m        | 11            | nicht qualifiziert | nicht qualifiziert |
| Ivana Španović    | Weitsprung | 6,79 m        | 1             | 6,99 m =WL         | Gold               |

### Männer

#### Laufdisziplinen
| Athlet           | Disziplin   | Vorlauf     | Vorlauf | Halbfinale         | Halbfinale         | Finale             | Finale             |
| Athlet           | Disziplin   | Zeit        | Platz   | Zeit               | Platz              | Zeit               | Platz              |
| ---------------- | ----------- | ----------- | ------- | ------------------ | ------------------ | ------------------ | ------------------ |
| Aleksa Kijanović | 60 m        | 6,81 s      | 27      | nicht qualifiziert | nicht qualifiziert | nicht qualifiziert | nicht qualifiziert |
| Elzan Bibić      | 1500 m      | 3:47,94 min | 13      | –––                | –––                | nicht qualifiziert | nicht qualifiziert |
| Luka Trgovčević  | 60 m Hürden | 8,00 s      | 26      | nicht qualifiziert | nicht qualifiziert | nicht qualifiziert | nicht qualifiziert |

#### Sprung/Wurf
| Athlet               | Disziplin   | Qualifikation | Qualifikation | Finale             | Finale             |
| Athlet               | Disziplin   | Weite         | Platz         | Weite              | Platz              |
| -------------------- | ----------- | ------------- | ------------- | ------------------ | ------------------ |
| Strahinja Jovančević | Weitsprung  | 7,73 m        | 7             | 8,03 m             | Bronze             |
| Asmir Kolašinac      | Kugelstoßen | 19,82 m       | 13            | nicht qualifiziert | nicht qualifiziert |